# 永野善一
永野 善一（ながの よしかず、1972年9月19日 - ）は、日本の男性声優。マウスプロモーション所属。京都府京都市出身。

## 人物
かつてはアークプロダクション、メディアフォースに所属していた。
方言は関西弁。
小野健一主催の演劇部隊チャッターギャングにも所属し演劇活動を行っていたが、2007年に脱退した。
特技はボウリング。趣味は格闘技観戦。

## 出演
太字はメインキャラクター。

### テレビアニメ
1994年
- 赤ずきんチャチャ（1994年 - 1995年、木ゾンビ、サンタ、海坊主〈2代目〉、腕自慢）

1995年
- ナースエンジェルりりかSOS（モンスター）

1996年
- こちら葛飾区亀有公園前派出所（1996年 - 2004年、平、浅草西署長、金取、白山、塚本、中川英世 他）
- こどものおもちゃ（ディレクター）
- るろうに剣心 -明治剣客浪漫譚-（阿武隈四入道、兵隊、男、喜八）

1997年
- ケロケロちゃいむ（村長、泥棒、長官）

1998年
- 熱沙の覇王ガンダーラ（キリヤ）
- 発明BOYカニパン（村長）

1999年
- 神八剣伝（ラス、カンジ）
- HUNTER×HUNTER（第1作）（1999年 - 2001年、キリコ息子、トードー、キュウ、マスタ、サダソ、車掌、クロロ 他）
- ビーストウォーズネオ 超生命体トランスフォーマー（サバイブ）
- ビックリマン2000（不運試子、吸水鬼、老齢X）
- メダロット（ナマコ）

2000年
- おジャ魔女どれみ シリーズ（2000年 - 2002年、なまはげ、スタッフ、会社員、夫、バトルイエロー 他） - 3シリーズ
- コレクター・ユイ（監督、実況アナウンサー、係員、警備員）
- 週刊ストーリーランド（2000年 - 2001年、保線員、同僚、足軽B）
- ドキドキ♡伝説 魔法陣グルグル（ジキタ）
- トランスフォーマー カーロボット（ビルドタイフーン）
- へろへろくん（こわこわ）
- 遊☆戯☆王デュエルモンスターズ（Mr.クロケッツ、案内人）
- ラグラッツ（アンドリュー"ドリュー"ピクルス）

2001年
- 仰天人間バトシーラー（ネコマタ丸&鬼影 / タテガミ丸 / スーパータテガミ丸）
- グラップラー刃牙（ディーノイ、フリオ・ゼール・ケバス、末堂厚、ドクター、久隅、李猛虎 他）
- コスモウォーリアー零（ゼス・ヴォーダー、アクセルーダー）
- デジモンテイマーズ（ハンギョモン）
- テニスの王子様（東方雅美）

2002年
- ガンフロンティア（小役人、護衛、ガンマン 他）
- キディ・グレイド（密輸船員）
- 幻魔大戦 神話前夜の章
- 真・女神転生Dチルドレン ライト&ダーク（アレス）
- デジモンフロンティア（スカルサタモン、マッシュモン）
- ハングリーハート WILD STRIKER（佐古）
- ビジーバス（スペクターさん）
- ふぉうちゅんドッグす（マータフ、フリーザー、サトル、警察犬 他）
- フォルツァ!ひでまる（八の助）
- 満月をさがして（キートン、高橋、校長先生 他）
- ホイッスル!（畑六助）
- 魔王ダンテ（カーネ）
- ワイルド7 another 謀略運河（4t）

2003年
- 明日のナージャ（海賊、警官、船員）
- L/R -Licensed by Royal-（側近）
- 金色のガッシュベル!!（モヒカン・エース、不良 他）
- SUBMARINE SUPER 99（X-187司令官）
- シンデレラボーイ（ネズミ、カルロの部下、ナレーター、兵士A）
- PAPUWA（ロッド）
- ボンバーマンジェッターズ（バンゴ）

2004年
- 愛してるぜベイベ★★（ミキの父）
- おじゃる丸（大人アリ）
- GANTZ（中島康介）
- 吟遊黙示録マイネリーベ（ハルベルト王弟殿下）
- 攻殻機動隊 S.A.C. 2nd GIG（SWAT隊員）
- ジパング（河本兵曹長、鳥海艦長）
- それいけ!ズッコケ三人組（店主A、久保田、民ちゃんの父）
- B-伝説! バトルビーダマン（ジャーク船長）
- ふたりはプリキュア（2004年 - 2005年、強盗、人力車の男） - 2シリーズ
- 流星戦隊ムスメット（機長）
- 遊☆戯☆王デュエルモンスターズGX（江戸川遊離）

2005年
- UG☆アルティメットガール（スタッフ）
- 韋駄天翔（手下B、男D）
- おねがいマイメロディ（ポエム部審査員）
- ギャラリーフェイク（アナウンサー）
- B-伝説! バトルビーダマン 炎魂（ルドー、クック・ライトリー、ヤギビーダー）
- ファンタジックチルドレン（近衛兵A）
- BLOOD+
- 蟲師（村人）

2006年
- エア・ギア（士魂）
- 乙女はお姉さまに恋してる（久石、黒服）
- おねがいマイメロディ 〜くるくるシャッフル!〜（顧問、たこ焼き屋店主）
- Gift 〜eternal rainbow〜（ハイパー1）
- 爆球Hit! クラッシュビーダマン（大黒銀蔵、謎の男〈過去〉、釧路和夫、海平海造）
- 働きマン（職人E）
- 半分の月がのぼる空（裕一の父、老人、担当医）

2007年
- Yes!プリキュア5（運営スタッフ）
- おねがいマイメロディ すっきり♪（秀馬）
- こどものじかん（管理人）
- 人造昆虫カブトボーグ V×V（モンテスキュー）
- ラブ★コン（生徒）
- レ・ミゼラブル 少女コゼット（コシュバイユ、警察官B）
- ロビーとケロビー（父王、中華マン屋、裁判長 他）

2008年
- BLEACH（貫井半左）
- ポルフィの長い旅（元彼）

2009年
- 涼宮ハルヒの憂鬱（2009年版）（お面屋のおじさん）
- 東京マグニチュード8.0（海上保安官）

2010年
- 伝説の勇者の伝説（クリアド伯爵）

2011年
- テレビまんが 昭和物語

2012年
- 緋色の欠片（芦屋正隆） - 2シリーズ
- ヨルムンガンド PERFECT ORDER（如月）

2014年
- アイカツ!（長澤利夫）
- 少年ハリウッド（2014年 - 2015年、風見真一） - 2シリーズ
- 曇天に笑う（罪人）
- ブレイドアンドソウル（中年官吏）
- メカクシティアクターズ（白服A）

2015年
- ドラえもん（テレビ朝日版第2期）（酔っぱらい、医師）

2017年
- 霊剣山 叡智への資格（村の男、守衛、村人、長老、門番）
- 天使の3P!（島民A、演者A）
- このはな綺譚（与平）

2018年
- LOST SONG（看守）
- 忍たま乱太郎（見張り）
- 銀河英雄伝説 Die Neue These 邂逅（グレドウィン・スコット）
- レイトン ミステリー探偵社 〜カトリーのナゾトキファイル〜（ギリアン・マードック）
- 進撃の巨人（アウリール）
- オーバーロード シリーズ（2018年 - 2022年、バジウッド・ペシュメル） - 2シリーズ
- ハイスコアガール（エドモント本田さん）

2019年
- 魔法少女特殊戦あすか（ポーヴァル）

2020年
- もっと!まじめにふまじめ かいけつゾロリ（ルバーレ）

2021年
- はたらく細胞BLACK（肺炎球菌、赤血球、樹状細胞、一般細胞）

2022年
- 魔法使い黎明期（トーレス・ナダ・カディオ）

2023年
- 永久少年 Eternal Boys（幹本和也）
- アイドルマスター シンデレラガールズ U149（警備員）

2024年
- 新米オッサン冒険者、最強パーティに死ぬほど鍛えられて無敵になる。（ニコラス）

### 劇場アニメ
- マクロス7 銀河がオレを呼んでいる!（1995年、兵士A）
- アリーテ姫（2001年、衛兵）
- デジモンフロンティア オニスモン古代デジモン復活!!（2002年、ヤシャモン）
- 劇場版 テニスの王子様 跡部からの贈り物 〜君に捧げるテニプリ祭り〜（2005年、東方雅美）
- 映画大好きポンポさん（2021年、コルトマン）

### OVA
- 超人学園ゴウカイザー（1996年、機動隊隊長）
- R.O.D -READ OR DIE-（2001年、マローン）
- HUNTER×HUNTER ORIGINAL VIDEO ANIMATION（2002年、クロロ＝ルシルフル）
- HUNTER×HUNTER GREED ISLAND（2003年、交換店店員）
- おジャ魔女どれみナ・イ・ショ（2004年、中村太郎）
- 低俗霊DAYDREAM（2004年、舎弟、店員）
- HUNTER×HUNTER G・I Final（2004年、クロロ＝ルシルフル、ドップル）
- amazing nuts!（2006年）
  - グローバルアストロライナー号（長官）
  - たとえ君が世界中の敵になっても（ものみんた/鈴木さん/韓国語キャスター）
  - Joe and Marilyn（チェロス）
- こどものじかん やすみじかん 〜あなたがわたしにくれたもの〜（2007年、ゲーム音声 / 男）
- ストレイト・ジャケット（2007年、ファーゴ）

### Webアニメ
- TRIPTREK（2010年、魔王アペーゴ）
- ニンジャスレイヤー フロムアニメイシヨン（2015年、サボター、ガントレット）
- マウスどうぶつえん（2018年、クロマグロのよしかず）

### ゲーム
1995年
- おやじハンターマージャン（セクハラ酔っ払いおやじ）

1997年
- ザ・マスターズ・ファイター（坂本辰之助）

2000年
- ブレイドアーツ 〜黄昏の都ルルイエ〜（ザグナス）

2003年
- あしたのジョー 〜まっ白に燃え尽きろ!〜（ウルフ金串、鬼姫会、草拳闘士）
- 十二国記 -紅蓮の標 黄塵の路-（衛士）
- HUNTER×HUNTER みんな友だち大作戦!!（クロロ＝ルシルフル）

2004年
- 金色のガッシュベル!! 激闘!最強の魔物達（モヒカン・エース）
- 金色のガッシュベル!! うなれ!友情の電撃2（モヒカン・エース）
- テニスの王子様 2005 CRYSTAL DRIVE（東方雅美）
- テニスの王子様 RUSH & DREAM!（東方雅美）

2005年
- カルタグラ 〜魂ノ苦悩〜（赤尾生馬）
- 金色のガッシュベル!! 友情タッグバトル2（モヒカン・エース）
- 金色のガッシュベル!! うなれ!友情の電撃 ドリームタッグトーナメント（モヒカン・エース）
- 金色のガッシュベル!! ゴー!ゴー!魔物ファイト!!（モヒカン・エース）
- テイルズ オブ ブレイカー（バーガー、イシュトヴァーンIV世）
- 龍が如く

2006年
- アルカナハート（ミケ）
- きみスタ〜きみとスタディ〜（内藤篤志）
- 任侠伝 渡世人一代記（石井辰之進）
- 緋色の欠片（芦屋正隆）
- マイネリーベII〜誇りと正義と愛〜（革命軍兵士）
- 龍が如く2

2007年
- アガレスト戦記（ボーグナイン、アルベルティ〈中年時〉）
- テニスの王子様 CARD HUNTER（東方雅美）
- 緋色の欠片〜あの空の下で〜（芦屋正隆）
- リゼルクロス（デリラ）

2008年
- アルカナハート2（ミケランジェロ）
- スーパーロボット大戦Z
- School Days L×H
- ストリートファイターIV（エドモンド本田）
- 蒼黒の楔 緋色の欠片3（芦屋正隆）

2009年
- アガレスト戦記ZERO（エレアゼル）
- すっごい! アルカナハート2（ミケランジェロ）
- テニスの王子様 ダブルスの王子様 GIRLS, BE GRACIOUS!（東方雅美）
- 緋色の欠片 DS（芦屋正隆）

2010年
- スーパーストリートファイターIV（エドモンド本田）

2011年
- アルカナハート3（ミケランジェロ）
- 機動戦士ガンダム オンライン（兵士E）

2012年
- 蒼黒の楔 緋色の欠片3 明日への扉（芦屋正隆）

2013年
- アルカナハート3 LOVE MAX!!!!!（ミケランジェロ）

2014年
- ウルトラストリートファイターIV（エドモンド本田）
- ボーダーランズ プリシークエル（ウィルヘルム）
- ブレイドアンドソウル（ペール・イド）
- マブラヴ オルタネイティヴ トータル・イクリプス（九条中佐） - PC版

2015年
- プリンス・オブ・ストライド（山根勝司、黒部加紋）

2016年
- 逆転オセロニア（ファイアドレイク）

2017年
- クイズRPG 魔法使いと黒猫のウィズ（ジャビー・ユドラム）
- ウルトラストリートファイターII -The Final Challengers-（エドモンド本田）
- 龍が如く 極2

2019年
- 金色のガッシュベル!! Golden Memories（モヒカン・エース）
- ファイアーエムブレム 風花雪月（コスタス）
- ストリートファイターV（エドモンド本田）
- ポケモンマスターズ（レンブ）

2020年
- 龍が如く7 光と闇の行方（ススムちゃん）
- ライフ イズ ストレンジ2（アーサー・ピーターセン）
- ファイナルファンタジーVII リメイク
- 聖剣伝説3 TRIALS of MANA（妖精王、サラマンダー）
- OCTOPATH TRAVELER 大陸の覇者

2021年
- 共闘ことばRPG コトダマン（モヒカン・エース）

2022年
- トライアングルストラテジー（パトリアト・カンザーブ）
- ファイアーエムブレム無双 風花雪月（コスタス）
- ストリートファイター6（エドモンド本田）

2023年
- OCTOPATH TRAVELER II
- 龍が如く7外伝 名を消した男

2024年
- 龍が如く8（権田原組長）
- 金色のガッシュベル!! 永遠の絆の仲間たち（モヒカン・エース）

2025年
- 龍が如く8外伝 Pirates in Hawaii

### ドラマCD
- 好きだよっ! 上巻 / 下巻（2002年、池田遼太郎）
- アイドルマスター（記者・番組司会）
- あえかなる世界の終わりに（久瀬、霧ヶ崎重蔵）
- あひるの王子さま（おたくA）
- 上海妖魔鬼怪（妖魔）
- 7SEEDS -セブンシーズ-II（枯園睦月）
- SNOW 〜スノー〜 第3巻 <LEGENDストーリー>（野盗B）
- switch〜スイッチ（カメラマン、修司）
- 英国妖異譚（イワン・ウラジーミル）
- しゅらばら!（ナレーション）
- 人材派遣のCCC　ヘルサマー・キャンペーン（鷂十三）
- 瀬戸の花嫁（組員1）
- ドリームクラブ ドラマCD vol.1（プロデューサー）
- ぱにぽに 〜桃月学園1年D組南国漂流記っス〜編（熊）
- ひなたの狼（山南敬介）
- MAUSU THEATER

### BLCD
- 色男はお金がお好き（中田）
- エゴイストの純愛（部長）
- 限りなくゲームに近い本気（課長）
- 黒羽と鵙目（金丸）
- 恋するベクトル（西川諒太の父）
- 極道はスーツを引き裂く（ヤクザ）
- 少年探偵 鹿鳴敬介（助監督）
- 是-ZE-（三刀成間）
- DARLING3（伊藤）
- 黄昏に花（男性社員1、新聞配達、客）
- だまされても好きな人（秘書）
- 東京野蛮人（陣内）
- 薔薇ノ木ニ薔薇ノ花咲ク〜水川抱月ノ事件簿〜（瑛光学園小使い長）
- B級グルメ倶楽部（さやか）
- ビター・ヴァレンタイン（たけ）
- ポルノスーパースター（課長）
- MOMO♥CAN II〜桃缶II（マスター）
- 有罪（男）
- 誘惑のデカメロン 〜千と一夜の愛に溺れて〜（高遠祐馬の父、ゲーム開発部部長、付き人）
- 欲望という名の愛（本間）
- LOVE SEEKER（バーテンダー）
- わがままプリズナー（浅倉梁の父）

### Webラジオドラマ
- 不可視防衛隊 すくらんぶる・フレイサーズ ショートドラマ （おやじ・端山 弟）
  - 同名のドラマCDのサイドストーリー。
- Lotus Garden-次世代の勇者達へ-（理事長/ナレーション）
- livedoor onair
  - ハニワ殿下（土屋聖徳）
  - 呪物ハンターFumica
  - TERMINAL STORIES 〜快速電車〜（アナウンス）

### モーションコミック
- ブレイブ フロンティア 第一話「二つの邂逅」（2017年、グスタフ[22]）

### 吹き替え

#### 映画
- アバター・オブ・マーズ（サブ・サン）
- 宇宙からの侵略者
- エア・ハッカー 異常接近
- ANGEL（ブライアン）
- キラー・トーナメント（ドリオ）
- コードネーム・イーグル（タイラー）
- ジャンプ・イン!
- 呪信999
- ソーラー・ストライク（ウェイド）
- タイタニック2012（ライラック）
- デイ・オブ・ザ・ディシジョン3（オースティン）
- ディープ・ショック
- 特殊工作員（トサカ）
- パイレーツ・オブ・アトランティス（ハワード）
- パイレーツ・オブ・バルト（ヤン）
- バックラッシュ（サンダース）
- フィアーズ・オブ・ウォー
- Bruce Lee in G.O.D 死亡的遊戯（ディレクターズカット版）（死者 / ティエン）
- ブル・ドッグ 人質救出作戦
- 44ミニッツ（ラリー）
- ボクとマウミの物語（ドゥピル）
- ポセイドン（オ・ミニョク）
- 炎の戦線エル・アラメイン
- ホワイト・ノイズ（ミンク）
- リトル・アドベンチャー ロリーの大冒険
- 玲玲（リンリン）の電影日記
- ロイヤルファミリー（チョ・ドンジン）
- ロックンローラ（ミッキー）

#### ドラマ
- 美男（イケメン）ですね（マ室長）
- クリスマスに雪は降るの?（ジョンギュ）
- ザ・プラクティス（ホープ巡査）
- CSI:マイアミ
- そりゃないぜ!? フレイジャー（ホールデン・ソープ）
- タルジャの春（ナム課長）
- 推奴（チェ将軍）
- ヒューマン・トラフィック（リチャード）

#### テレビ番組
- ブリティッシュ ベイクオフ（ポール・ハリウッド）

### ボイスオーバー
- BS世界のドキュメンタリー
- ディスカバリーチャンネル
- ナショナルジオグラフィックチャンネル

### オーディブック
- 田丸雅智のショートショート集　「夢巻」、「海色の壜」（2016年、朗読）
  - 綿雲堂
  - 白メガネの男
  - 分割
  - かぐや姫
  - 砂童子
- 億男（2017年、百瀬）
- この嘘がばれないうちに（2018年、千葉剛太郎）
- 大人の語彙力大全（2018年、朗読）

### ナレーション
- つくばエキスポセンター（プラネタリウム番組ナレーション[23]）
- 東武ワールドスクウェア（CMナレーション）
- ナイトオンライン（CMナレーション）
- JA全農千葉（CMナレーション）
- ビッグスクーター カスタムバトル!

### 舞台
- 鬧熱のラプソディ（堀井）
- 窓際（小岩）
- 緋色の小夜曲（松葉直樹）
- 慾動の行進曲（革命家）

### その他コンテンツ
- 俺の空（安田清十郎）
- 俺の空 〜蒼き正義魂〜（安田清十郎）
- とらのあなラジオ部 〜とららじ〜（コミックとらのあなの店内放送。売上ランキングの読み上げやドラマパートの端役を担当。）

### シリーズ一覧
1. ↑  第2期『おジャ魔女どれみ♯』（2000年）、第3期『も〜っと!おジャ魔女どれみ』（2001年）、第4期『おジャ魔女どれみドッカ〜ン！』（2002年）
2. ↑  第1期（2004年）、第2期『Max Heart』（2005年 - 2006年）
3. ↑  第1期（2012年）、第2期『第二章』（2012年）
4. ↑  第1期『-HOLLY STAGE FOR 49-』（2014年）、第2期『HOLLY STAGE FOR 50-』（2015年）
5. ↑  第3期『III』（2018年）、第4期『IV』（2022年）